# توماس غاردينر كوركوران
توماس غاردينر كوركوران (بالإنجليزية: Thomas Gardiner Corcoran)‏ هو محامي أمريكي، ولد في 29 ديسمبر 1900 في بوتكيت في الولايات المتحدة، وتوفي في 6 ديسمبر 1981 في واشنطن العاصمة في الولايات المتحدة.

## وصلات خارجية
- توماس غاردينر كوركوران على موقع الموسوعة البريطانية (الإنجليزية)